# Ligne de La Plaine à Hirson et Anor (frontière)
La ligne de La Plaine à Hirson et Anor (frontière) est une ligne ferroviaire française, à écartement standard, d'une longueur de 210 kilomètres, qui relie la Plaine Saint-Denis, au nord de Paris sur la ligne de Paris-Nord à Lille, au nord-est de la France et à la frontière belge. Elle est ouverte à partir de 1860 par la Compagnie des chemins de fer du Nord.
Elle constitue la ligne 229 000 du réseau ferré national.

## Histoire
La ligne est ouverte par tronçons successifs de 1860 à 1870.

### Le tronçon de Paris (La Plaine) à Soissons
La convention signée le 21 juin 1857 entre le ministre des Travaux publics et la Compagnie des chemins de fer du Nord concède à titre définitif à cette dernière une ligne « de Paris à Soissons ». Cette convention est approuvée par un décret impérial le 26 juin 1857,. La compagnie a trois années pour réaliser cette ligne à ses risques et périls.
Elle ouvre la ligne par sections. Le 4 juin 1860, elle met en service la voie de la gare de Paris-Nord à la gare de Sevran puis, le 31 août 1861, de Sevran à Villers-Cotterêts et enfin, le 2 février 1862, jusqu'à Soissons.

### Le tronçon de Soissons à la frontière belge

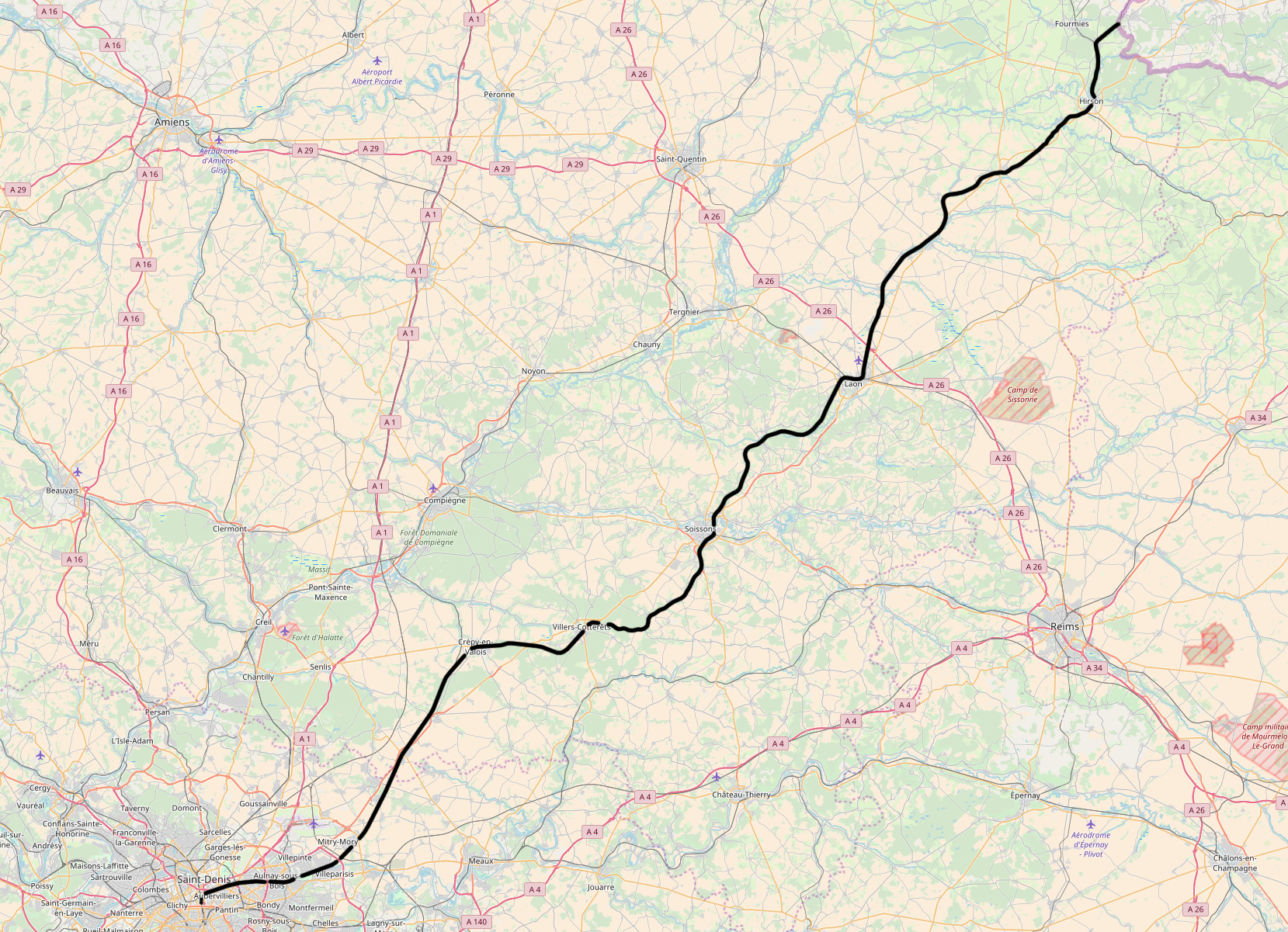
Carte montrant le tracé de la ligne.

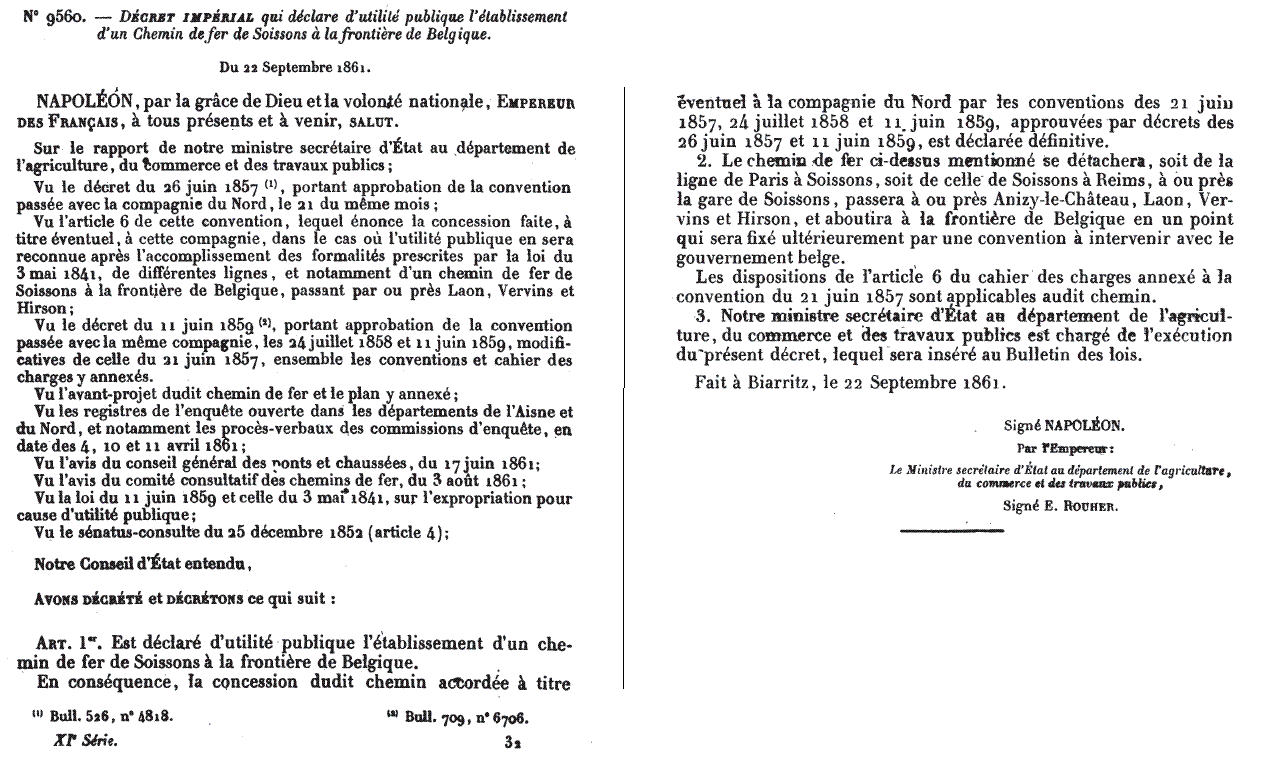
Décret Impérial n° 9560 du 22 septembre 1861 déclarant le tronçon de Soissons à la frontière belge d'utilité publique.

La convention du 21 juin 1857 concède à titre éventuel une ligne de Soissons à la frontière belge, par Laon, Vervins et Hirson. Cette section de ligne est déclarée d'utilité publique par décret impérial le 22 septembre 1861 et concédée, avec un délai de réalisation fixé à huit ans. Elle est réalisée sans subvention, mais avec les garanties d'intérêt et d'amortissement qui sont attachées au nouveau réseau.
La ligne, longue de 90 kilomètres, traverse une région de plateaux calcaires, recouverts de limon, favorables à la grande culture des betteraves sucrières, et dotés de nombreuses distilleries. La gare de Soissons est ouverte dès 1862, lors de l'ouverture de la ligne de Reims. Avant d'atteindre Laon, la ligne se raccorde à la ligne de Tergnier à Reims, ce qui lui assure un débouché sur le Nord. 
Le tronçon de Soissons à Laon est mis en chantier 1864 : dès le début de 1865, la plupart des ouvrages d'art sont réalisés, les deux principaux étant constitués par le pont sur l'Aisne à Soissons et un tunnel long de 650 mètres, le tunnel de Vauxaillon, permettant de relier les bassins de l'Aisne et de l'Ailette. Dès le 8 septembre, une locomotive, emportant à bord M. Lupan, ingénieur de la Compagnie et plusieurs conducteurs de travaux, parcourt la ligne jusqu'à la gare de Laon. Cette gare, ouverte en 1857, se situe alors à 140 km de Paris au lieu de 158 par Tergnier. Le tronçon Soissons - Laon (34 km) est ouvert le 3 janvier 1866. Il ne faut plus que quatre heures trente minutes aux omnibus pour atteindre Paris. En 1866, le tronçon de Soissons à Laon amène 509 049,19 francs de recettes, contre 369 606,65 de dépenses, la différence représentant 2 % du capital dépensé pour cette section.
Le tronçon Anor - frontière belge (6 km) atteint un point fixé, après concertation entre les deux gouvernements, entre les communes d'Ohain et de Momignies, comme précisé dans la convention conclue le 15 janvier 1866. Elle rejoint deux kilomètres avant Momignies la ligne belge qui dessert cette commune, puis Chimay. L'ouverture du tronçon le 28 mai 1868 permet à l'industrie textile et métallurgique locale de trouver des débouchés vers Mariembourg et Hastière, en attendant le raccordement du tronçon au réseau français en octobre et novembre 1869, respectivement à la ligne Saint-Quentin - Erquelines et à la ligne Reims - Charleville-Mézières. 

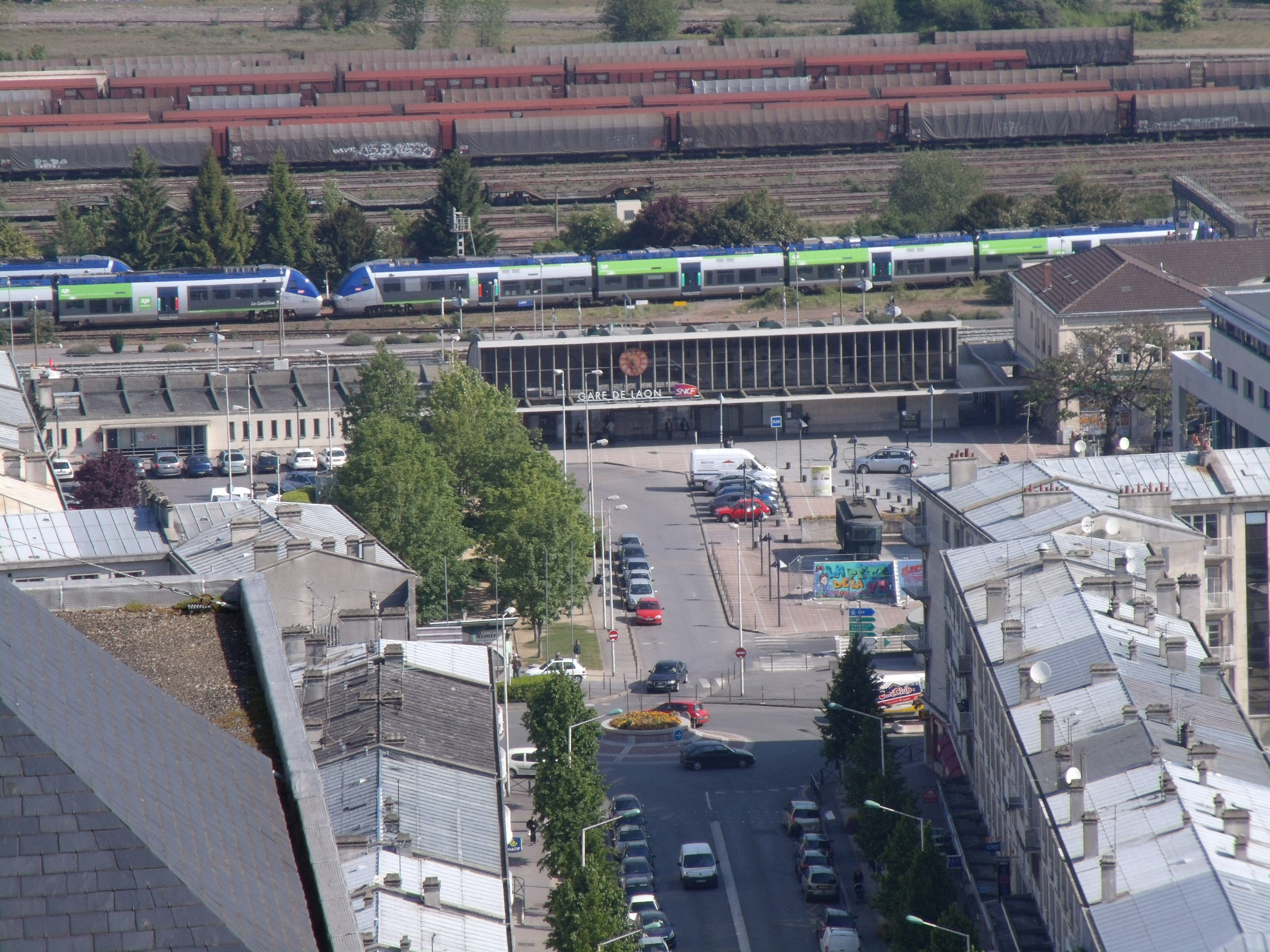
Gare de Laon vue de la vieille ville.

Le tronçon Laon - Vervins (38 km) est mis en chantier en 1867, sauf quinze kilomètres au départ de Laon, les habitants de Crécy souhaitant un tracé plus à l'ouest, dans l'espoir d'obtenir une station plus proche. Les travaux les plus importants sont constitués par de volumineux terrassements nécessaires pour asseoir solidement la voie sur un sol inconsistant. Les ouvrages d'art d'importance sont a contrario peu nombreux, constitués pour l'essentiel de ponts sur de petits cours d'eau et quelques passages sur routes.
D'Hirson à Anor, le tronçon de huit kilomètres franchit l'Oise par un viaduc en aval de l'étang de Blangy puis s'installe à flanc de coteau sur la rive droite. Elle franchit le point culminant à 242 mètres d'altitude avant de redescendre vers Anor. 
Les tronçons Laon - Vervins et Hirson - Anor ouvrent simultanément le 30 octobre 1869, le même jour que le tronçon d'Aulnoye à Anor (33 km) : les omnibus Vervins - Soissons effectuent le trajet en deux heures quarante minutes en moyenne, temps variable selon la durée de l'arrêt à Laon.
Le dernier tronçon de Vervins à Hirson (18 km) contourne le sud puis l'est de la ville et poursuit son parcours en Thiérache, le plus souvent en remblai sur un sol argileux instable. La ligne atteint Hirson, où elle se soude aux voies en direction d'Anor, ainsi qu'à celles de la ligne Mézières - Hirson, concession de la Compagnie de l'Est.
La nature inconsistante des terrains ralentit les travaux : leur consolidation s'impose sous un des principaux remblais du tronçon. Le tronçon est ouvert le 30 août 1870, mais uniquement pour le transport de troupes. Elle ouvre finalement au public, le 1er juillet 1871, mais d'importants travaux de reconstruction ne permettent son exploitation régulière que début septembre. Il faut alors 3 h 30 pour rejoindre Soissons par omnibus, et 6 h 30 pour relier Paris.

### Le quadruplement La Plaine - Aulnay-sous-Bois
Au début du XXe siècle, avec 230 trains par jour, la ligne de La Plaine est encore plus saturée que la ligne Paris - Lille. La coexistence de rapides et express avec une desserte de type banlieue omnibus connaît des difficultés croissantes. Le quadruplement de la ligne est mis en œuvre de Paris à Aulnay-sous-Bois afin d'assurer une meilleure régularité. La déclaration d'utilité publique est publiée par décret le 26 juillet 1907 et les travaux sont achevés en 1913. Les nouvelles voies sont insérées de part et d'autre des anciennes de Paris à La Plaine, puis se rejoignent grâce à un saut-de-mouton pour suivre du côté sud les anciennes voies d'Aubervilliers à Aulnay-sous-Bois, via notamment le pont de Soissons. Ce quadruplement entraîne la suppression de la totalité des passages à niveau, la construction de nouveaux quais et de passages souterrains ou d'une passerelle (à Aulnay) pour les voyageurs.
Durant les années 1920, le réseau de la banlieue nord souffre de plusieurs défauts qui rendent la desserte insuffisante. Alors que le réseau Ouest connaît une importante modernisation avec l'électrification partielle, la mise en place d'automotrices modernes et d'un service à horaires cadencés, le réseau Nord reste peu adapté à une desserte de type banlieue. La traction vapeur est maintenue, les gares sont trop espacées, les terminus intermédiaires sont trop peu capacitaires et le nombre de voies de réception à la gare du Nord est insuffisant. Une première amélioration est néanmoins mise en place avec la mise en service de rames réversibles et de locomotives à vapeur plus puissantes possédant de meilleures accélérations.

### L'électrification et l'exploitation de la ligne

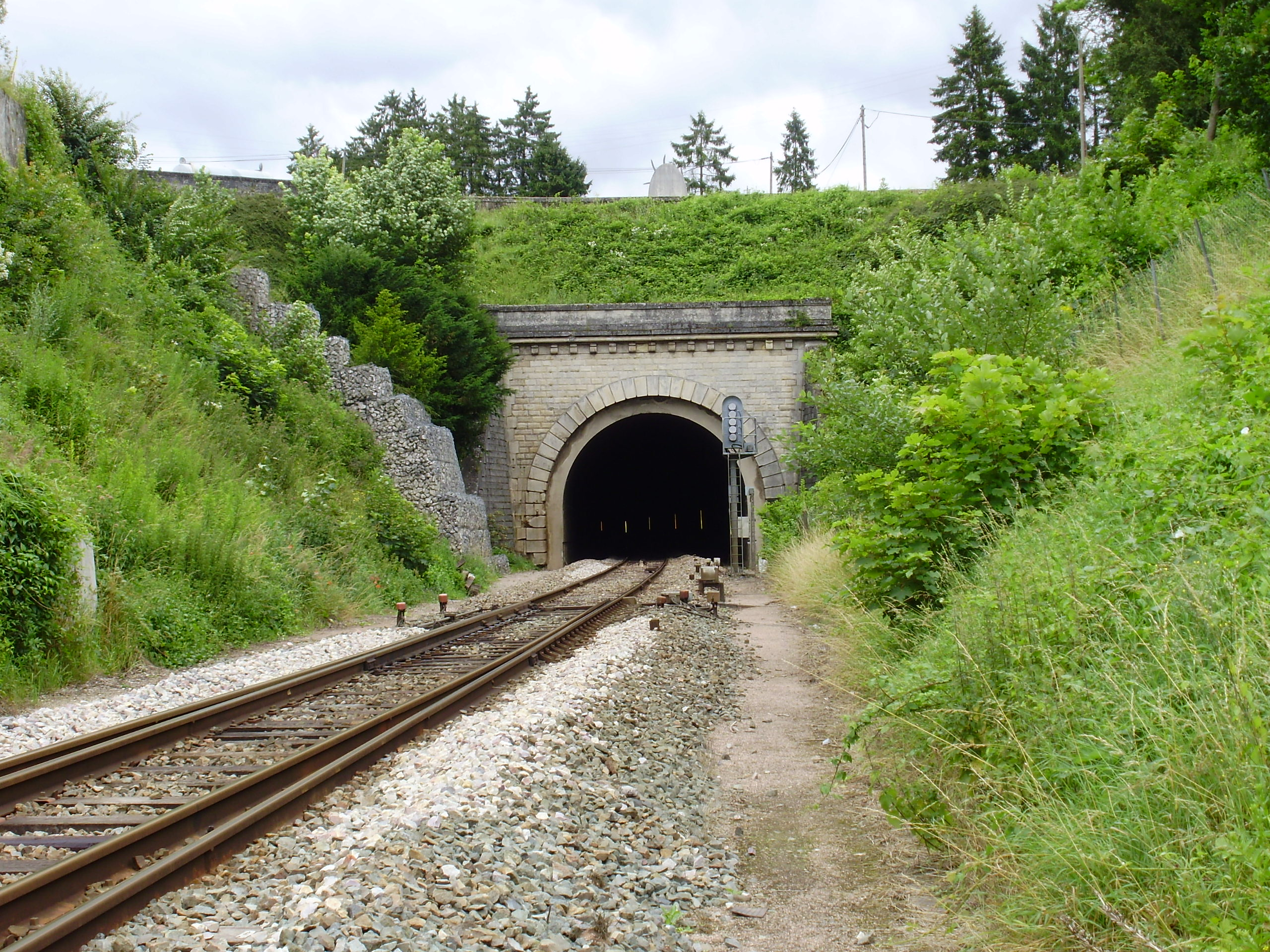
Entrée sud-ouest du tunnel de Vierzy.

Sur le réseau Nord, l'électrification arrive sur la ligne Paris - Lille via Creil le 9 décembre 1958 puis sur les lignes Paris - Bruxelles via Compiègne et Paris - Mitry - Crépy-en-Valois en 1963,.
Le 16 juin 1972, l'effondrement du tunnel de Vierzy, dans l'Aisne, provoque la collision de deux autorails et fait 108 morts et 111 blessés. C'est, en France, l'accident ferroviaire le plus meurtrier depuis l'accident ferroviaire de Saint-Michel-de-Maurienne en 1917 et l'accident ferroviaire de Lagny-Pomponne en 1933.
Jusque dans les années 1990, deux express Corail, un le matin, l'autre le soir, relient Paris à Hirson via Laon, la desserte étant, pour le reste, essentiellement constituée d'autorails omnibus ou semi-directs, de type X 4500, de Paris vers Soissons ou Laon. Le service direct Paris – Hirson est alors supprimé, les express étant limités à Laon avec correspondance vers Hirson. La section Paris – Laon est modernisée avec généralisation des Corail et des TER assurés par des autorails récents.

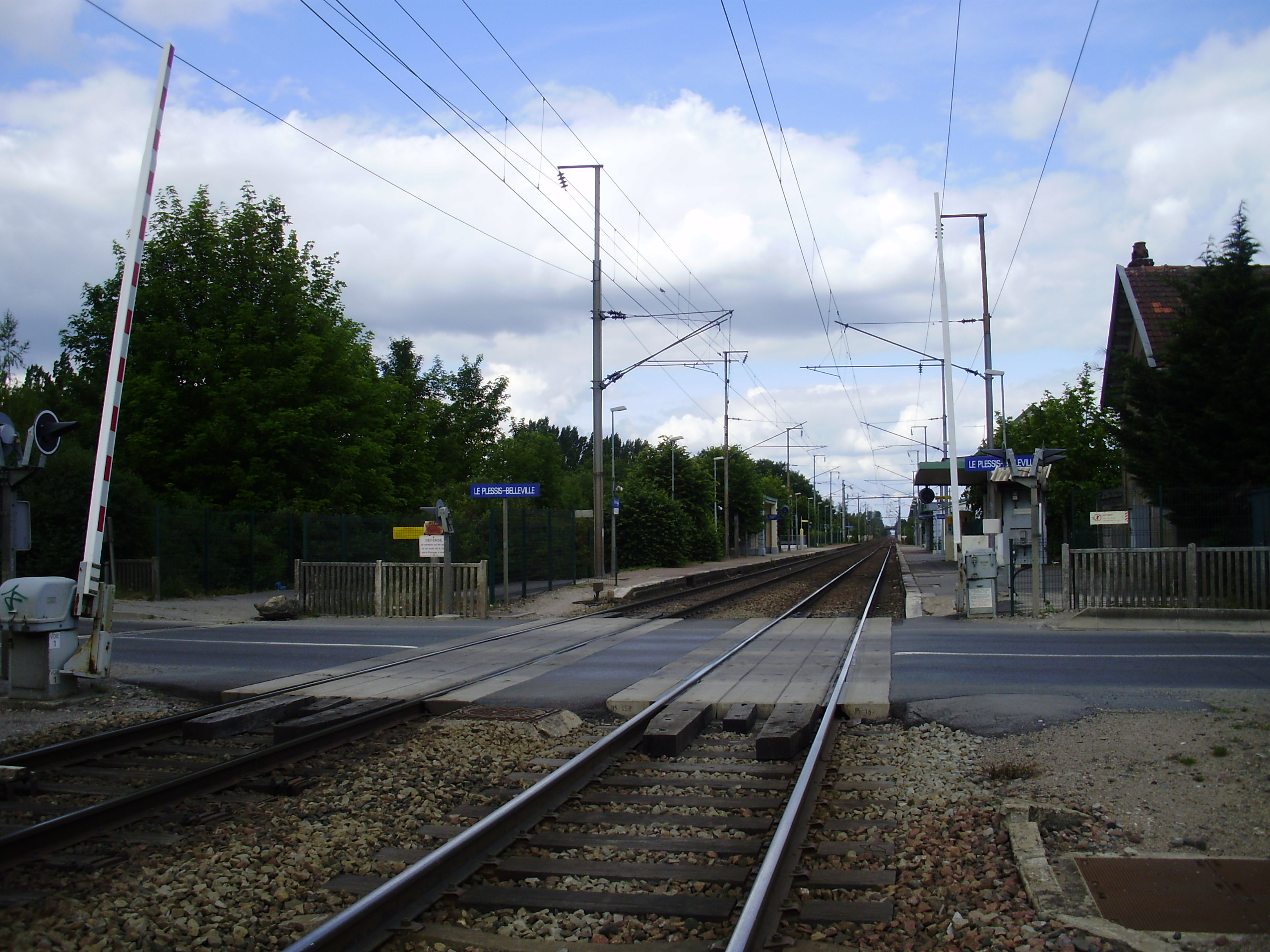
Passage à niveau au sud de la gare du Plessis-Belleville.

En août 2010, le premier radar de franchissement de passage à niveau, à vocation répressive, en France est installé sur le PN 30 de la ligne au point kilométrique 42,027, à la limite des communes du Plessis-Belleville et de Lagny-le-Sec (Oise). Ce passage à niveau est considéré comme le deuxième plus préoccupant du réseau ferré national (RFN) par sa dangerosité, derrière le PN 4 de Deuil-la-Barre/Montmagny (Val-d'Oise). La route nationale 330 (Senlis - Meaux) y croise en effet perpendiculairement la voie ferrée, avec un trafic quotidien de 12 250 véhicules dont 10 % de poids lourds. De 2000 à 2010, ce passage a été le témoin de cinquante-et-un heurts causés par le non-respect du code de la route. Toutefois, un pont-rail est prévu dans un délai de cinq ans dans le cadre du plan Bussereau.
La section comprise entre Crépy-en-Valois et Laon, exploitée en traction thermique, doit être régénérée de 2022 à 2023, préalablement à une rénovation plus vaste de la ligne sur 140 km, évaluée à 232 millions d’euros et nécessaire pour assurer le maintien de cette ligne menacée de suspension d’ici 2024 en raison de sa vétusté. Cette première phase de plus de 8,7 millions d’euros est financée à plus de 75 % (6,6 millions d’euros) par le conseil régional des Hauts-de-France, ainsi que par l’État (1,4 million d’euros) et SNCF Réseau (743 000 euros).

## La ligne

### Équipement
Jusqu'à Crépy-en-Valois, la ligne est électrifiée comme tout le réseau Nord en 25 kV-50 Hz monophasé, équipée du block automatique lumineux, du contrôle de vitesse par balises (KVB) et d'une liaison radio sol-train sans transmission de données. Au-delà, la ligne est à traction autonome et équipée du block automatique à permissivité restreinte sur l'essentiel de son parcours jusqu'à Laon. La section Laon - Hirson est équipée du block manuel. Par contre, le tronçon Hirson – Anor étant un maillon de l'axe majeur fret de Valenciennes à Thionville, il a bénéficié des équipements modernes lors du déploiement opérationnel de la traction monophasée en fréquence industrielle, dans les années 1950.

### Ambulant postal

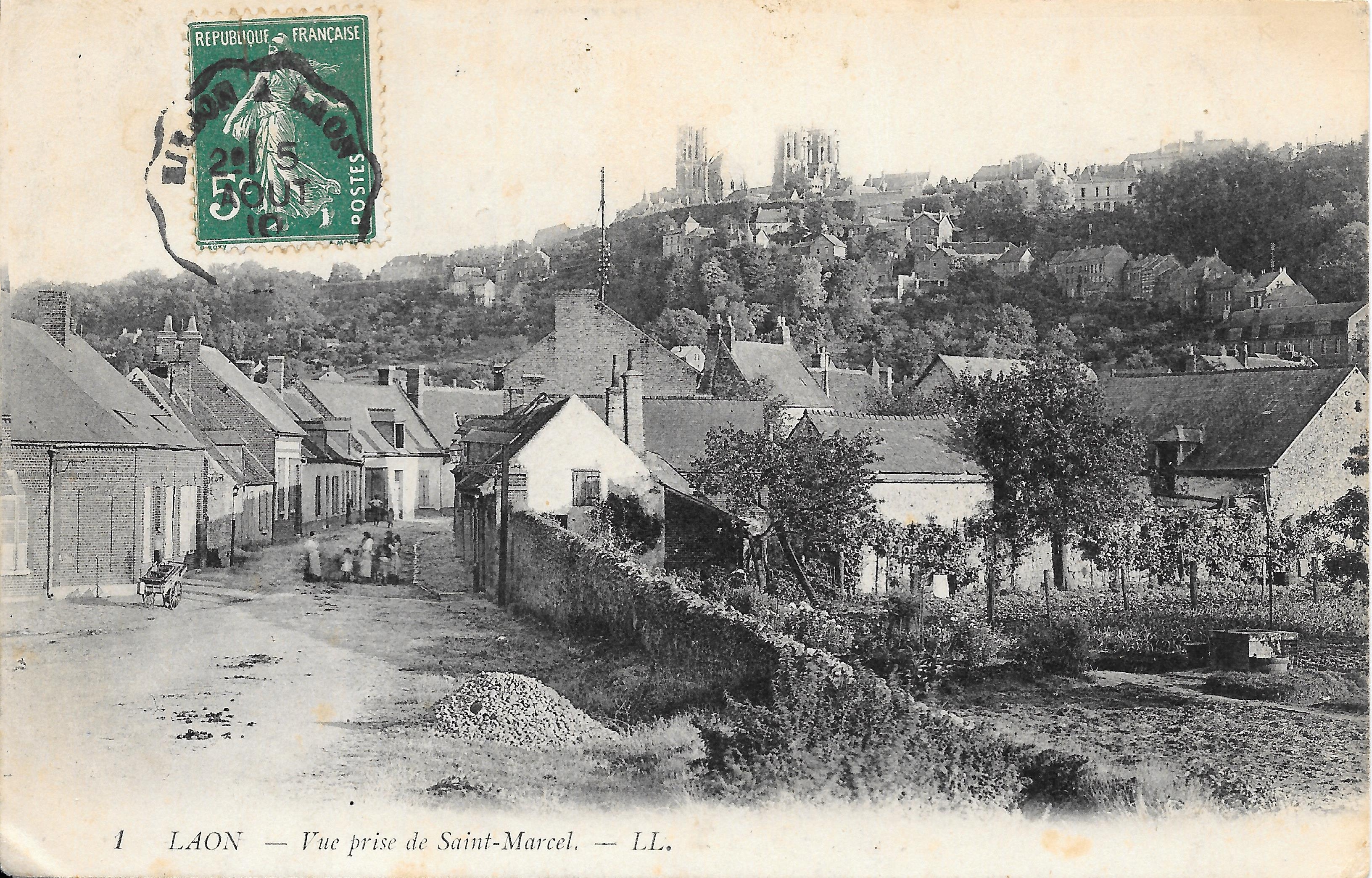
Carte postale comportant le timbre à date crénelé d'ambulant postal sur la ligne de Hirson à Laon, daté du 5 août 1910.

Un service d’ambulant postal a fonctionné sur cette ligne entre Hirson et Laon. Les lettres étaient déposées dans les gares et, dans le train, un employé oblitérait la lettre avec un timbre à date rond à créneaux, typique des cachets d'ambulants postaux français du début du XXe siècle.

### Gares ouvertes aux voyageurs
Les gares ouvertes au trafic des voyageurs, dans les années 2010, sont listées dans le tableau ci-dessous :
La disposition de l'ensemble des gares (y compris celles fermées aux voyageurs), ainsi que leurs points kilométriques respectifs, sont indiqués sur le schéma de la ligne.

### Tracé
La ligne est longue de 210 kilomètres et traverse cinq départements, la Seine-Saint-Denis, la Seine-et-Marne, l'Oise, l'Aisne et le Nord, dans les régions Île-de-France et Hauts-de-France. Son parcours part du bassin parisien et suit plus ou moins le tracé du cours de l'Oise. 
La ligne naît à Saint-Denis, en proche banlieue de Paris, où elle se débranche de la ligne de Paris-Nord à Lille, pour ensuite traverser le nord-est de la petite couronne parisienne sur un tracé plus ou moins rectiligne. À hauteur de la gare d'Aulnay-sous-Bois, la ligne donne naissance à l'ancienne ligne d'Aulnay-sous-Bois à Verberie, devenue la branche du RER B desservant l'aéroport de Roissy - Charles-de-Gaulle. À la sortie de la banlieue parisienne, la ligne croise la LGV Interconnexion Est, puis poursuit son tracé en passant par Mitry-Mory, l'autre terminus nord du RER B puis atteint l'Oise et la gare de Crépy-en-Valois, terminus de la ligne K du Transilien. 
À partir de cette dernière gare, la ligne n'est plus électrifiée. Le tracé se fait alors plus sinueux, puis atteint Soissons, sous-préfecture du département de l'Aisne situé sur le cours d'eau homonyme. Après un viaduc sur celui-ci, la ligne poursuit alors sur son orientation nord-est tout en longeant la route nationale 2. Puis, la ligne arrive à Laon, étoile ferroviaire accessible depuis Amiens et Reims. 
Toujours sur la même orientation, la ligne devient à voie unique et atteint Vervins, puis Hirson, où elle retrouve la ligne en direction de Charleville-Mézières ainsi que celle vers Aulnoye-Aymeries et Lille. 
Le tracé de la ligne entre Hirson et Anor redevient une double voie électrifiée, mais est en tronc commun avec la ligne de Fives à Hirson. Passé la gare d'Anor, la ligne bifurque vers Momignies en Belgique, et la ligne 156 d'Infrabel. Le tronçon entre Anor et la frontière belge est partiellement désaffecté.

## Exploitation

### Vitesses limites
Les vitesses limites de la ligne en 2012 pour les AGC et trains V 160, en sens impair, et sur la voie directe (voie 1) de La Plaine à Mitry - Claye, sont indiquées dans le tableau ci-dessous ; toutefois, les trains de certaines catégories, comme les trains de marchandises, sont soumis à des vitesses limites plus faibles.
| De (PK)                            | À (PK)                     | Limite (km/h) |
| ---------------------------------- | -------------------------- | ------------- |
| La Plaine-Stade-de-France (PK 4,3) | Aulnay-sous-Bois (PK 14,4) | 120           |
| Aulnay-sous-Bois (PK 14,4)         | Sevran - Livry (PK 17,5)   | 140           |
| Sevran - Livry (PK 17,5)           | Mitry - Claye (PK 26,7)    | 150           |
| Mitry - Claye (PK 26,7)            | PK 75,9                    | 140           |
| PK 75,9                            | Laon (PK 140,0)            | 130           |
| Laon (PK 140,0)                    | Vervins (PK 178,9)         | 100           |
| Vervins (PK 178,9)                 | Hirson (PK 196,5)          | 90            |

Les vitesses limites de la ligne en 2012 pour les AGC et trains V 160, en sens impair, et sur la voie locale (voie 1 bis) de La Plaine à Mitry - Claye, sont indiquées dans le tableau ci-dessous.
| De (PK)                            | À (PK)                   | Limite (km/h) |
| ---------------------------------- | ------------------------ | ------------- |
| La Plaine-Stade-de-France (PK 4,3) | Sevran - Livry (PK 17,5) | 120           |
| Sevran - Livry (PK 17,5)           | Villeparisis (PK 22,7)   | 110           |
| Villeparisis (PK 22,7)             | Mitry - Claye (PK 26,7)  | 90 (*)        |

(*) Les automotrices Z 8100 sont autorisées à la vitesse de 110 km/h sur ce tronçon.

### Exploitation commerciale
Aujourd'hui, la ligne de La Plaine à Hirson et Anor est exploitée sur l'entièreté de son parcours par les trains du TER Hauts-de-France, assurant des liaisons quotidiennes entre Paris-Nord et Laon, mais aussi reliant Laon à Hirson et Aulnoye-Aymeries (par la ligne de Fives à Hirson). Les trains du RER B ne circulent que sur la section de Saint-Denis à Mitry-Mory, dont ceux desservant l'aéroport de Roissy, tandis que la ligne K du Transilien est cantonnée à la section allant de Saint-Denis à Crépy-en-Valois. 

## Projets
Le contrat de projet État-Région Picardie 2007-2013 a planifié une étude visant à l'« Amélioration de l’accès de l’Aisne à Roissy-CDG et au réseau TGV ». L’objectif était d'explorer la pertinence d'un lien ferroviaire entre Laon, Soissons, Crépy-en-Valois et la plate-forme de Roissy-Charles de Gaulle, via un raccordement à la ligne La Plaine - Hirson qui passe à environ 6 km au sud-est du terminus actuel de la ligne d'Aulnay-sous-Bois à Roissy 2-RER. Mais vu la faible fréquentation attendue et les coûts prohibitifs qu'on peut observer dans le tronçon idoine dévolu à CDG Express, il n'y eut pas de suite à ce projet et cette étude a disparu, au profit de la desserte de Roissy-Picardie via Creil, dans le plan suivant.